# Boadilla de Rioseco
Boadilla de Rioseco è un comune spagnolo di 176 abitanti situato nella comunità autonoma di Castiglia e León.